# Europejski Komisarz ds. czystej, sprawiedliwej i konkurencyjnej transformacji

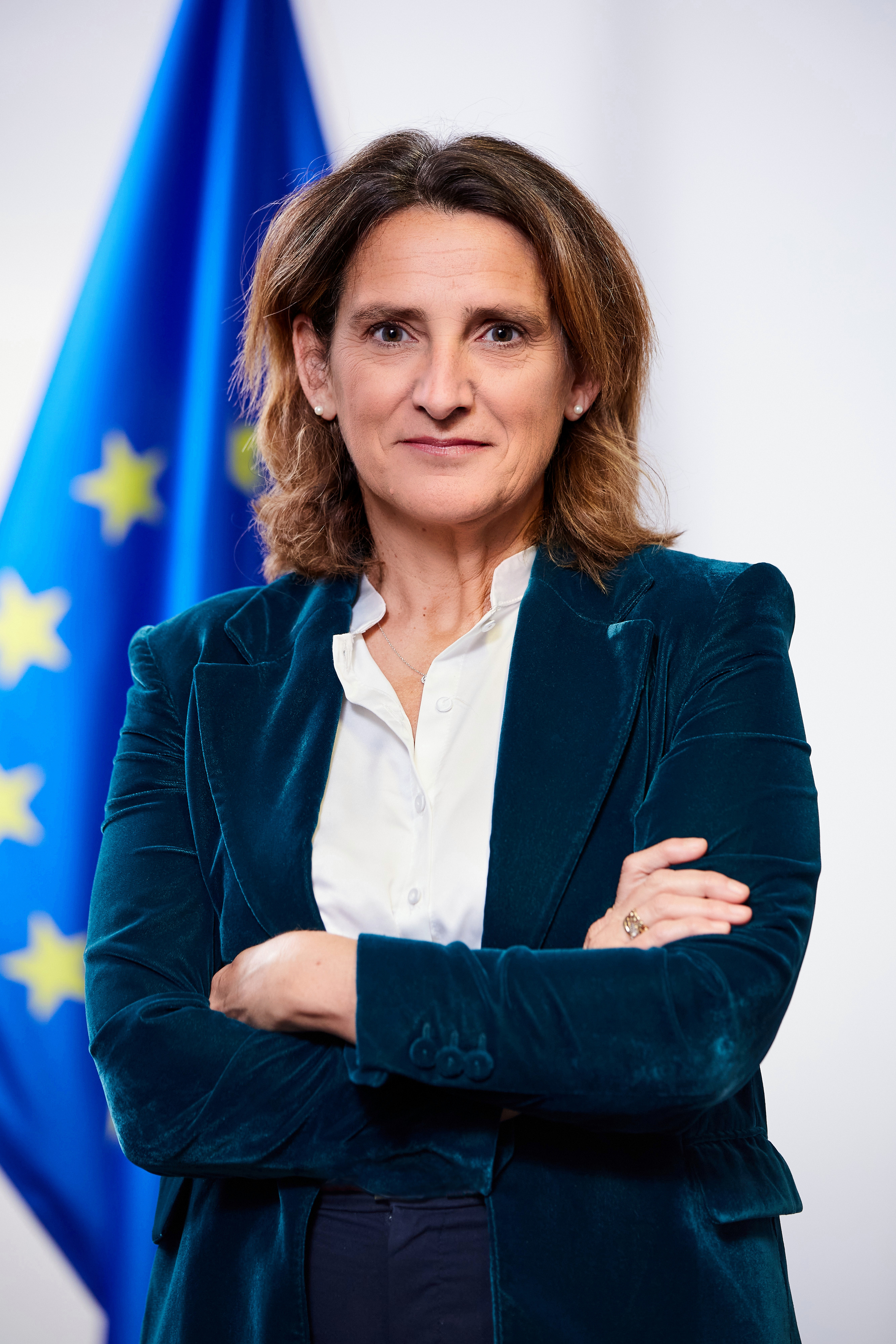
Wiceprzewodnicząca wykonawcza Komisji Europejskiej ds. czystej, sprawiedliwej i konkurencyjnej transformacji – Teresa Ribera Rodríguez

Europejski Komisarz ds. czystej, sprawiedliwej i konkurencyjnej transformacji – członek Komisji Europejskiej. Odpowiada za koordynację i realizację polityk Unii Europejskiej w zakresie dekarbonizacji, transformacji przemysłowej oraz sprawiedliwości społecznej. Do głównych zadań komisarza należy kierowanie działaniami związanymi z Europejskim Zielonym Ładem, zapewnienie konkurencyjności europejskiego przemysłu oraz promowanie sprawiedliwego podziału kosztów transformacji. Pracuje na rzecz osiągnięcia kluczowych celów klimatycznych, takich jak neutralność klimatyczna do 2050 roku i 90-procentowa redukcja emisji do 2040 roku. Stanowisko odgrywa centralną rolę w tworzeniu warunków dla rozwoju innowacyjnych technologii, obniżenia kosztów energii oraz wspierania społeczności i przedsiębiorstw w procesie transformacji. Obecnym komisarzem jest Teresa Ribera Rodríguez (w randze wiceprzewodniczącej wykonawczej).

## Powstanie stanowiska
Stanowisko powstało jako odpowiedź na kluczowe priorytety polityczne Unii Europejskiej związane z realizacją Europejskiego Zielonego Ładu i potrzebą dostosowania polityki konkurencji do wyzwań klimatycznych, społecznych i gospodarczych. Jego utworzenie podkreśla wagę wspierania przemysłu w przechodzeniu na czyste technologie oraz zapewnienia, że transformacja będzie korzystna zarówno dla obywateli, jak i przedsiębiorstw. Decyzja o utworzeniu stanowiska wiąże się również z potrzebą przeciwdziałania globalnym zagrożeniom, takim jak niestabilność łańcuchów dostaw czy nieuczciwa konkurencja, oraz z potrzebą wspierania państw członkowskich w inwestycjach w czystą energię i rozwiązania prospołeczne.

## Zakres obowiązków
Wiceprzewodnicząca wykonawcza Komisji Europejskiej ds. czystej, sprawiedliwej i konkurencyjnej transformacji odpowiada za:
- koordynowanie działań na rzecz wdrażania celów Europejskiego Zielonego Ładu i przygotowanie nowej architektury klimatycznej po 2030 roku, w tym osiągnięcia neutralności klimatycznej do 2050 roku,
- modernizacja polityki konkurencji UE, aby wspierała dekarbonizację, innowacyjność, rozwój przemysłu oraz sprawiedliwość społeczną,
- tworzenie nowych ram pomocy państwa, wspierających rozwój technologii czystych i dekarbonizację przemysłu, przy jednoczesnym zachowaniu spójności terytorialnej i efektywności wydatków publicznych,
- uproszczenie i przyspieszenie procesu oceny ważnych projektów wspólnego zainteresowania (IPCEI) w kluczowych sektorach strategicznych, w tym innowacyjnych technologii,
- współpraca z państwami członkowskimi w celu obniżenia kosztów energii, eliminacji zależności od paliw kopalnych oraz inwestycji w infrastrukturę czystej energii,
- przygotowanie nowych zasad pomocy państwa dla wsparcia działań w zakresie efektywności energetycznej oraz budownictwa społecznego,
- wspieranie wdrażania regulacji o subsydiach zagranicznych oraz zapewnienie ich efektywnego egzekwowania w celu ochrony konkurencyjności unijnego rynku,
- nadzorowanie wprowadzenia Europejskiego Funduszu Konkurencyjności i integracja jego działań z polityką pomocy państwa,
- współpraca z innymi komisarzami w zakresie wdrażania strategii zrównoważonego rozwoju, w tym działań na rzecz gospodarki obiegu zamkniętego oraz ochrony różnorodności biologicznej,
- wspieranie działań na rzecz tworzenia rynków dla technologii czystych, mobilizowania inwestycji oraz rozwoju nowych instrumentów finansowych wspierających transformację,
- dostosowanie polityki konkurencji do dynamiki rynków cyfrowych, w tym wdrażania Digital Markets Act oraz egzekwowania zasad konkurencji w modelach gospodarki platformowej,
- monitorowanie i egzekwowanie przepisów unijnych dotyczących przeciwdziałania praktykom monopolistycznym i antykonkurencyjnym, zwłaszcza w strategicznych sektorach gospodarki.

## Lista komisarzy
|   | Komisarz                | Lata      | Komisja          |
| - | ----------------------- | --------- | ---------------- |
| 1 | Frans Timmermans        | 2019–2023 | von der Leyen I  |
| 2 | Maroš Šefčovič          | 2023–2024 | von der Leyen I  |
| 3 | Teresa Ribera Rodríguez | od 2024   | von der Leyen II |